# Kampania belgijska

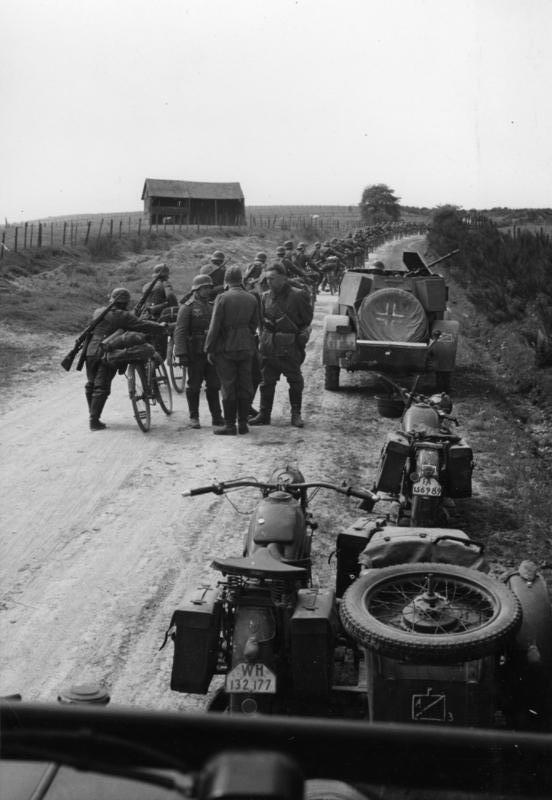
Niemieccy żołnierze w Belgii, 11 maja 1940

Kampania belgijska – obok kampanii holenderskiej i inwazji na Luksemburg jedna z kampanii Wehrmachtu będących częścią składową operacji Fall Gelb, niemieckiego planu podbicia Europy Północno-Zachodniej podczas II wojny światowej w 1940 roku. Niemiecki atak rozpoczął się 10 maja i zakończył się kapitulacją Belgii 28 maja. Ta faza operacji Fall Gelb jest także znana także jako bitwa o Flandrię.

## Sytuacja przed inwazją

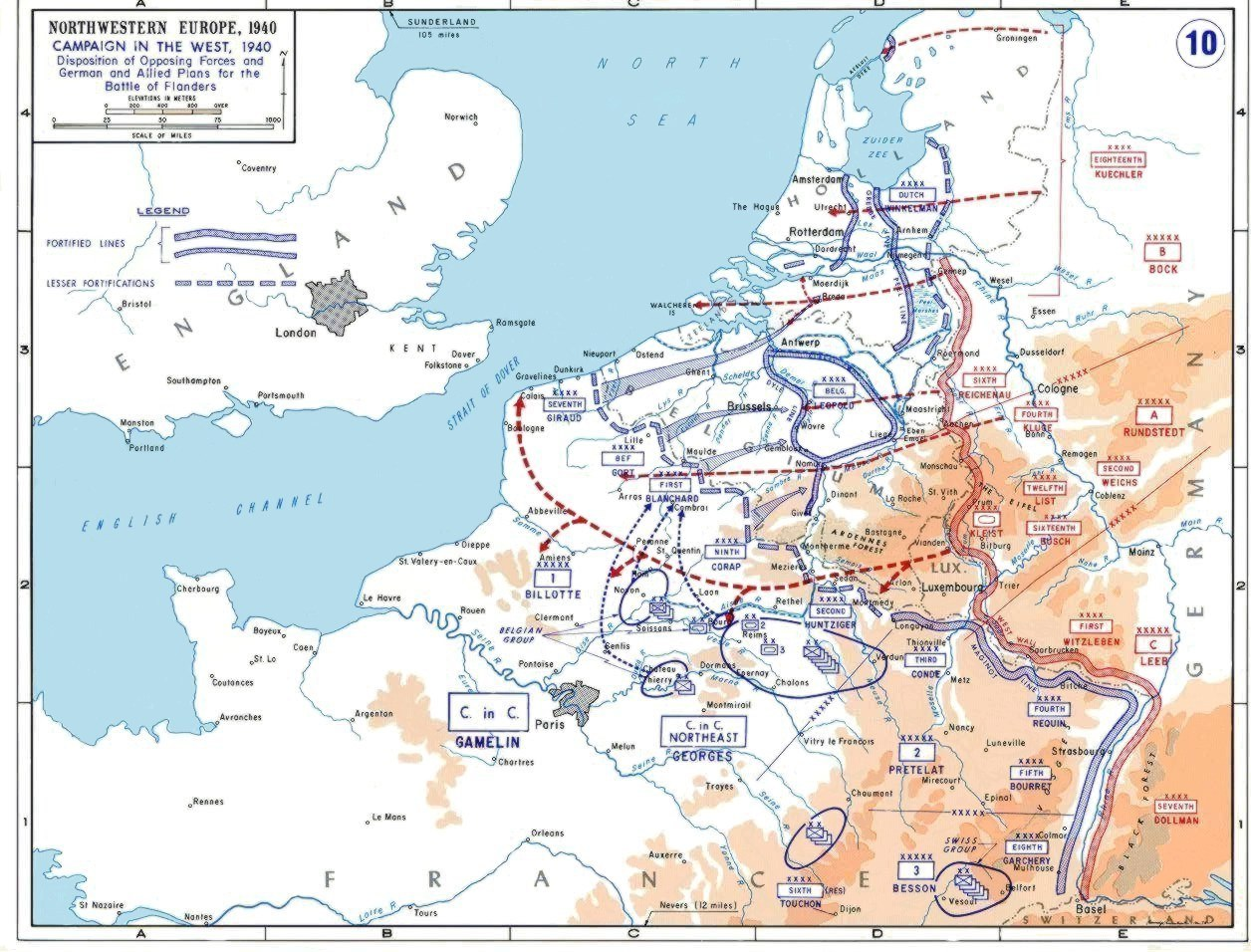
Rozmieszczenie wojsk niemieckich i alianckich w 1940 roku i ostateczny przebieg realizacji planu Fall Gelb

Alianci spodziewali się niemieckiego ataku na Belgię; ich plan (tzw. plan Dyle) zakładał skoncentrowanie najlepszych jednostek w tym rejonie (w szczególności na linii obronnej na rzece Dijle), by związać spodziewane główne siły niemieckie. Belgijska armia w dniu inwazji składała się z 600 000 żołnierzy zgrupowanych w 22 dywizjach, w tym 1338 dział, 10 czołgów i 250 samolotów (w tym 50 nowoczesnych konstrukcji), zakładano mobilizację ok. 300 000 dalszych żołnierzy i jednostek pomocniczych. Alianci wspierali Belgię przez Brytyjski Korpus Ekspedycyjny (ok. 400 000 żołnierzy zgrupowanych w 4 korpusach składających się z 10 dywizji, rezerwie Kwatery Głównej w składzie korpusu pancernego, dywizji piechoty i mniejszych pododdziałów oraz 3 dywizjach świeżo sformowanych bądź będących jeszcze w trakcie formowania, w tym 1280 dział, 300 czołgów i ponad 500 samolotów) pod Johnem Verekerem, 6. wicehrabią Gort i 4 armie francuskie (1 Armia, 2 Armia, 7 Armia i 8 Armia – w sumie ok. 33 dywizji i jednostek pomocniczych). W skład sił francuskich w Holandii wchodziły najlepsze francuskie jednostki pancerne (ok. 300 nowoczesnych czołgów skoncentrowanych w dwóch dywizjach).
Niemcy planowały błyskawiczny atak na Holandię i Belgię, by wykorzystać fakt, że granica pomiędzy Francją a Belgią nie była tak mocno ufortyfikowana jak granica francusko-niemiecka (zob. Nowe Fronty). Dodatkowo granica pomiędzy Holandią a Belgią nie była prawie w ogóle ufortyfikowana, a Holandia zadeklarowała neutralność, więc Niemcy zamierzali obejść umocnienia na granicy belgijsko-niemieckiej z kierunku holenderskiego. Jednak plan niemiecki także zakładał, że uderzenie na Belgię ma odwrócić uwagę aliantów, podczas gdy główne siły niemieckie przełamią francuskie umocnienia na południu, w Ardenach, a następnie okrążą siły alianckie w Belgii. Belgowie spodziewali się, że Niemcy mogą użyć takiej strategii, ale ta analiza została odrzucona przez sztab francuski.
Po stronie niemieckiej Grupa Armii B Fedora von Bocka miała na celu przeprowadzenie ataku na Holandię i Belgię w celu związania sił aliantów, podczas gdy Grupa Armii A Gerda von Rundstedta miała przełamać linię obrony w Ardenach. 6 Armia Waltera von Reichenau miała uderzyć na Belgię najpierw, później wspierana przez 18 Armię Georga von Küchlera, która miała złamać opór Holendrów. Grupa Armii B składała się z 26 dywizji piechoty i 3 dywizji pancernych (3 Dywizja Pancerna i 4 Dywizja Pancerna w 6 Armii oraz 9 Dywizja Pancerna w 18 Armii). Dodatkowo Grupa Armii B miała także jednostki spadochronowe: 7 Korpus Lotniczy, w skład którego wchodziły niemieckie wojska spadochronowe (1 Dywizja Spadochronowa na froncie holenderskim, jednostka Fallschirmjäger na froncie belgijskim i 22 Dywizja Piechoty podzielona między obydwa fronty). W sumie Grupa Armii B miała ponad 800 czołgów i 1800 samolotów.

## Inwazja

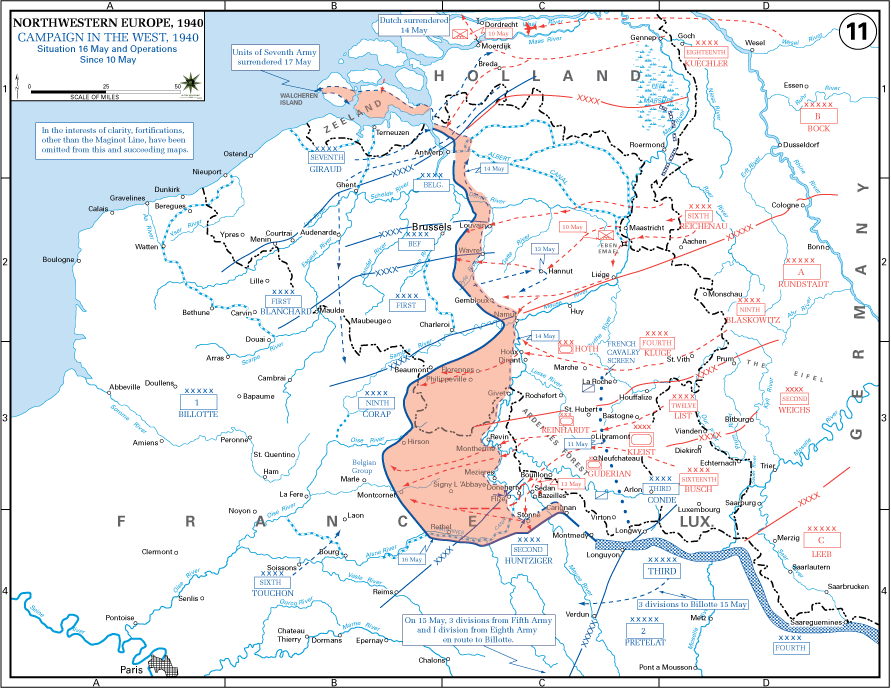
Kampania belgijska: 10–16 maja

### 10–11 maja
Alianci zostali uprzedzeni o spodziewanym ataku z kilku źródeł wywiadowczych 9 maja. Atak rozpoczął się ok. 4 nad ranem 10 maja. Luftwaffe zadało znaczne straty lotnictwu belgijskiemu. Wojska spadochronowe zdobyły grupę warowną Eben-Emael na styku armii belgijskiej i holenderskiej (na północ od Liège), broniącą przepraw na Mozie i Kanale Alberta. Opanowanie fortu i dwóch z trzech pobliskich mostów przez niemieckich spadochroniarzy pozwoliło na sforsowanie Kanału Alberta i głównej granicznej linii obronnej Belgów przez główne siły niemieckie 10–11 maja, zmuszając Belgów do wycofania się na linię Namur – Antwerpia. Wojska belgijskie wycofały się także w rejony Ardenów bez walki, co znacznie ułatwiło szybki postęp wojsk niemieckich w tym rejonie. Na froncie holenderskim postępy niemieckie także zmusiły Holendrów do szybkiego wycofania się, co uniemożliwiło ustanowienie zamierzonego połączenia między wojskami holenderskimi a francuskimi.

### 12–14 maja
W nocy z 11 na 12 maja Belgowie wycofali się na linię Dijle. Alianci planowali, że Belgowie utrzymają centralną linię Antwerpia – Leuven, a wojska francuskie i alianckie utrzymają pozycję na północy i południu. W tych dniach odbyła się bitwa pod Hannut – największa do tej pory bitwa pancerna. Niemiecki plan zakładał związanie wojsk alianckich tak, by nie mogły się wycofać, gdy Niemcy przełamią linię Ardenów. Strategicznie cel ten został osiągnięty, jednak opór jednostek alianckich był skuteczny i taktycznie bitwa jest uważana za serię alianckich sukcesów (w liczbach: Francuzi stracili 105 czołgów, Niemcy – 160). W dniach 14–15 miała miejsce bitwa pod Gembloux; Niemcy znowu opóźnili ruchy wojsk alianckich, ale nie udało im się zniszczyć wojsk alianckich w tym rejonie. Niemniej alianci byli zmuszeni cały czas do wycofywania się w kierunkach zamierzonych przez Niemców, aczkolwiek linia umocnień na Dijle (która nie była mocno atakowana przez Niemców) była utrzymana.

### 15–21 maja

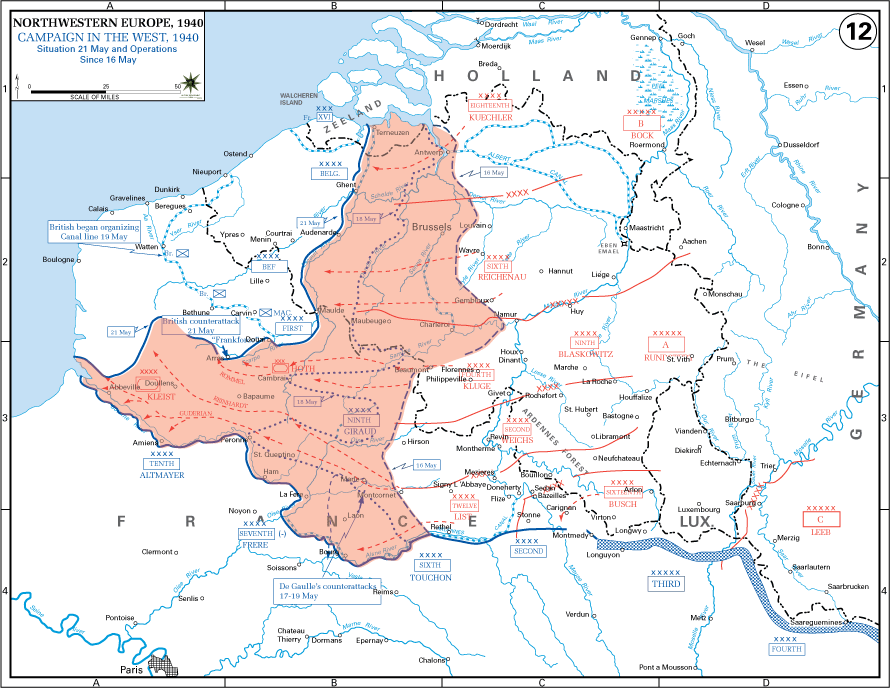
Kampania belgijska: 16–21 maja

Nad ranem 15 maja Niemcy przełamali opór 2 Armii francuskiej pod Sedanem i zaczęli okrążać wojska alianckie. Niemieckie wojska pancerne wyszły z Ardenów, a 6 Armia zajęła Gembloux. Alianci zmuszeni byli opuścić przygotowane, umocnione pozycje (Namur–Antwerpia, Dijle) i wycofać się za Skaldę. Bruksela została opuszczona przez siły alianckie oraz rząd belgijski i zajęta przez Wehrmacht 17 maja. Wojska belgijskie stawiały opór w Antwerpii do 19 maja. Tego samego dnia wojska niemieckie w niektórych punktach były już bliskie całkowitego odcięcia wojsk alianckich, zbliżając się do kanału La Manche. Wielka Brytania odrzuciła możliwość rozpoczęcia ewakuacji, Brytyjski Korpus Ekspedycyjny dostał rozkaz natarcia w kierunku zachodnim i wyrwania się z zamykającego się okrążenia. Wojska brytyjskie nie były w stanie jednak podjąć takiej operacji, związane walką na całym froncie w Belgii (nieudana próba ataku – bitwa pod Arras – potwierdziła tę ocenę), ten sam problem miały wojska belgijskie, które dodatkowo nie miały znaczących możliwości operacyjnych. Tym samym jedynie wojska francuskie mogły próbować przeciwstawić się planom niemieckim.

### 22–28 maja

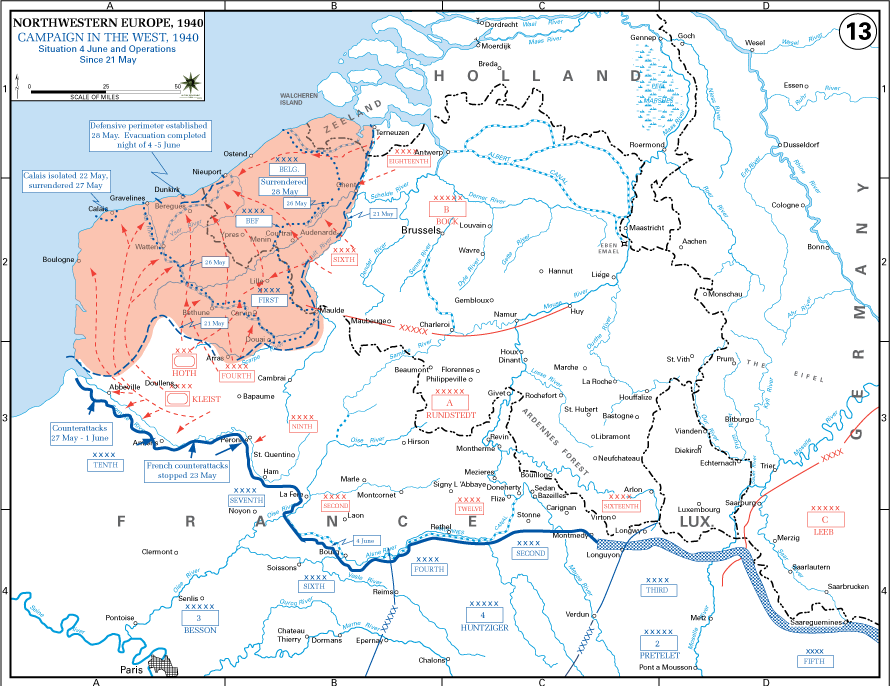
Kampania belgijska: 21–28 maja

Francuskie próby zapobieżenia okrążeniu przez Niemców, a następnie jego przełamania zakończyły się niepowodzeniem. Wojska alianckie, cały czas zmuszone do wycofywania się, miały coraz większe problemy logistyczne. Luftwaffe uzyskało znaczącą przewagę na terenie walk. 26 maja Brytyjczycy rozpoczęli ewakuację z Dunkierki – operacja Dynamo. 27 maja artyleria niemiecka mogła już ostrzeliwać Dunkierkę. W tym samym czasie opór wojsk belgijskich zaczął się załamywać; 28 maja Belgia skapitulowała. Wojska brytyjskie utrzymały Dunkierkę do 4 czerwca, ewakuując większość żołnierzy alianckich w rejonie (ok. 330 000 z 400 000). Straty Korpusu Ekspedycyjnego w ludziach wyniosły 15%, jednak znacznie większe Brytyjczycy zanotowali w wyposażeniu – na francuskich plażach pozostawiono praktycznie całość ciężkiego sprzętu. Król Belgii Leopold III zdecydował się zostać w kraju; rząd belgijski ewakuował się do Paryża i Londynu, tworząc rząd belgijski na uchodźstwie (zob. także Wolna Belgia).

## Walki lotnicze nad Belgią
26 sierpnia 1939 roku powołanych pod broń zostało 500 tys. rezerwistów przewidując wybuch wojny. 3 września 1939 roku ogłoszono neutralność państwa belgijskiego. Pomimo deklaracji neutralności przestrzeń powietrzna była wielokrotnie wzajemnie naruszana przez strony niemiecką i belgijską. Do ochrony granic Belgii zostały skierowane dwie eskadry myśliwskie. Wschodnia granica broniona była przez eskadrę wyposażoną w samoloty Hurricane, a zachodnia przez Fairey Firefly IIM. Przestrzegając zasad neutralności, myśliwców nie uzbrojono w amunicję aż do 2 marca 1940 roku, kiedy wydarzył się incydent z uciekającym znad Francji rozpoznawczym Dornier Do 17P. Ścigany do granicy przez samoloty francuskie Dornier został przejęty przez samoloty belgijskie. Zostały one ostrzelane z broni pokładowej niemieckiego bombowca. Sytuacja skończyła się zestrzeleniem dwóch z trzech ścigających samolotów.
Belgia nie została pominięta przez Niemców w planie ataku na Francję. 7 maja 1940 roku zostało wprowadzone na terenie Belgii stałe ostre pogotowie, które zniesiono 9 maja o godzinie 19:00 i pozwolono wykorzystać pilotom zawieszone urlopy. W nocy z 9 na 10 maja została wysłana depesza z Berlina, która informowała o wkroczeniu wojsk niemieckich w godzinach porannych. Skutkowało to wprowadzeniem pogotowia bojowego. Przygotowanych do walki zostało 180 samolotów, rozdzielonych na trzy pułki. Na wyposażeniu były myśliwce: 30 sztuk Fairey Fox VI, 23 sztuki Fiat CR.42, 15 sztuk Gladiatorów I i 11 sztuk Hurricane’ów oraz kilka maszyn w naprawach. Pierwszym rozkazem był przelot na lotniska polowe rankiem 10 maja. Niemieckie lotnictwo uprzedziło jednak wykonanie tego rozkazu, niszcząc infrastrukturę lotnisk polowych.
Nad lotniskiem w Schaffen, na którym stacjonowały trzy eskadry myśliwskie, panowały bardzo mgliste warunki atmosferyczne. Możliwe było przebazowanie jedynie jednej eskadry do Vissenaken. Problemem stała się decyzja jak ewakuować samoloty narażone na bombardowanie. Dowódca eskadry Hurricane’ów zaproponował zaczekanie na wschód słońca, natomiast dowódca eskadry Gladiatorów ewakuował się przed pojawieniem się niemieckich bombowców. Bombardowanie lotniska spowodowało zniszczenie 8 samolotów na ziemi i poważne uszkodzenie kolejnego. Spalonych zostało siedem samolotów obserwacyjnych. Z ewakuowanych wcześniej Gladiatorów, wysłano grupę 6 maszyn do eskorty bombowców, które leciały zbombardować mosty wcześniej zajęte przez niemieckich spadochroniarzy. W walce z ośmioma maszynami Bf 109E zestrzelono cztery z nich. Zginęło dwóch pilotów, jeden trafił do niewoli, a jeden został ranny. Pierwszego dnia wojny Belgowie stracili 80 samolotów, w tym 39 myśliwców.
Samoloty CR.42 zmieniały miejsce stacjonowania na lotnisko polowe w Brustem od 4:15 rano do 5:05. Niemieckie bombowce Ju 78B nadleciały nad ich macierzyste lotnisko dopiero w momencie startu ostatnich 7 maszyn, co ocaliło je od zniszczenia. Podczas przelotu wykryto formację Ju 52/3m zrzucających materiały sabotujące, więc skierowano przeciwko nim trzy myśliwce, które zestrzeliły jeden samolot wroga. Eskortujące bombowce Bf 109 próbowały odpowiedzieć walką, lecz belgijskie samoloty uciekając rozdzieliły się. Dwa z nich poleciały w kierunku Nivelles, sądząc, że Brustem zostało zniszczone w nalotach, a samotny sierżant Joseph van Molkot poleciał do Brustem. Dwie pierwsze maszyny wylądowały w bazie głównej po odlocie bombowców Ju 87B, które zrzuciły bomby z zapalnikiem opóźniającym. Po detonacji uszkodzony został jeden z samolotów i obydwaj piloci musieli odlecieć do Brustem jedną maszyną. W tym czasie o 6:05 nad Brustem wzniosły się w powietrze dwie sekcje po 5 samolotów CR.42, aby osłaniać lotnisko. Dwadzieścia minut później napotkano od 10 do 15 maszyn Bf 109E nadlatujących od strony Waremme. Zestrzelono jednego Messerschmitta, a jego pilot musiał skakać na spadochronie. Podczas opadania został zastrzelony ogniem z ziemi. Udało się jeszcze uszkodzić Bf 109E pilotowanego przez Erwina Dutela. Druga sekcja zaatakowała samoloty Do 17 i Bf 109 około 6:30 rano. Zestrzelono jednego Do 17, po czym jeden z belgijskich pilotów musiał wrócić do bazy. Pozostali piloci stoczyli walkę z eskortą bombowców. W trakcie powrotu na lotnisko natrafili jeszcze na dwa Do 17Z. Postanowili zaatakować i udało się dwa razy celnie uszkodzić maszyny. Jeden z Dornierów mógł zostać zestrzelony. O godzinie 9:50 trzy CR.42 eskortowały Renarda R 31, którego celem było rozpoznanie. Mimo ognia artylerii przeciwlotniczej powrócono do bazy dopiero o 10:25. Kolejny lot rozpoznawczy odbył się w południe i następne dwa o 13:30 i o 14:10. Jeden myśliwiec CR.42, który planowano wycofać do naprawy, stracono podczas przelotu, kiedy znalazły go niemieckie myśliwce.
O 14:15 nad Brustem zauważono niemiecki samolot rozpoznawczy, na co zareagowano rozkazem rozproszenia i maskowania samolotów i sprzętu. Z powodu braku czasu nie udało się tego całkowicie dokonać. O 14:40 nad lotniskiem przeleciały dwa niemieckie Bf 109E ostrzeliwując stojące samoloty i uszkadzając dwa z nich. O 15:00 nadleciały bombowce Ju 87B, które zniszczyły 14 samolotów. Ocalały jedynie te, które zdołano zakryć lub wzbić w powietrze. Wracający z lotu eskortowego jeden z myśliwców CR.42 podpalił jednego z samotnych Do 17P, który awaryjnie lądował na terenie III Rzeszy. Pozostałe samoloty na lotnisku następnego dnia o 10:00 przebazowano do Grimbergu. Podczas ewakuacji ponownie nadleciały Do 17Z, które walczyły ze startującymi myśliwcami i zrzucały bomby zarówno na lotnisko, jak i St Trond. O 11:00 ewakuowane samoloty wylądowały w nowej bazie. Na tym lotnisku obok jednostki belgijskiej stacjonowała też francuska eskadra rozpoznawcza.
14 maja otrzymano rozkazy osłony odwrotu żołnierzy francuskich z 7 Armii przebywających na stacjach kolejowych. O 11:30 wystartowało sześć maszyn, które walczyły z myśliwcami niemieckimi. Udało się zestrzelić i uszkodzić po jednym Bf 109E oraz uszkodzić jeden Do 17. Niemieccy piloci zgłosili zestrzelenie pięciu samolotów CR.42, mimo iż zestrzelono tylko jeden, a pozostałe zostały uszkodzone. 15 maja udało się zestrzelić jeszcze jeden Bf 109E. 14 maja 1940 roku nad lotnisko Nieuwkerke, gdzie stacjonowało osiem CR.42, o godzinie 11:45 nadleciały myśliwce Firefly IIM. 15 maja trzy z nich wykonały lot nad belgijskimi jednostkami piechoty w celu podniesienia morale żołnierzy. Podczas tego przelotu dwukrotnie zostały ostrzelane przez własną artylerię. Za drugim razem zestrzelono jeden z nich. Pilot przeżył i trafił do niewoli.

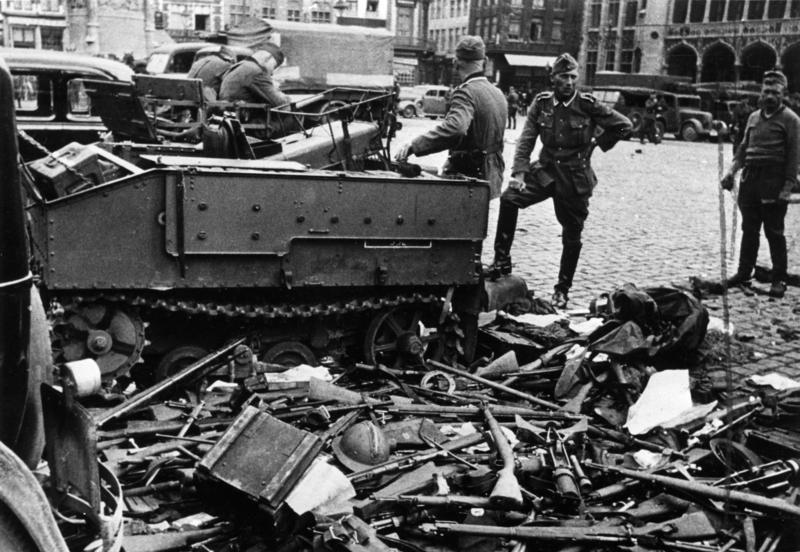
29 maja, dzień po kapitulacji Belgii. Niemieccy żołnierze ze zdobycznym sprzętem wojskowym: belgijskim ciągnikiem wojskowym, hełmami i karabinami

15 maja w sztabie podjęta została decyzja o wycofaniu do Francji wszystkich pozostałych samolotów. 16 marca o 3:50 rano część CR.42 wystartowała w kierunku Aeltre, razem z nimi osiem samolotów Firefly i dwa CR.42 do Zwevezele na wymianę śmigieł. Z Aeltre skierowano samoloty o 14:30 do Norrent-Fontes. Po odpoczynku i kilku lotach patrolowych nad francuskimi miastami, 28 maja 1940 Belgia bezwarunkowo skapitulowała. Postanowiono kontynuować walkę na terytorium państwa francuskiego i oczekiwano na dostawę nowych samolotów – Brewster Model 339-10. Dotarły one w skrzyniach do miejscowości Bordeaux-Merignac w dniu kapitulacji. Pierwszy z nich, którego udało się złożyć został szybko zajęty przez wkraczających Niemców, a drugi został wepchnięty w skrzyniach do rzeki Garonny. Pozostała część zamówionych samolotów trafiła na Francuskie Antyle, gdyż nie zdążyły dotrzeć przed upadkiem Francji. Dołączono do resztek jednostek powietrznych belgijskich jeszcze trzy CR.42 wysłane z Turynu przed wybuchem wojny (ostatnie cztery samoloty nie opuściły Włoch). 3 czerwca 1940 roku o 13:30 zaatakowano formację 12 samolotów Do 17Z uszkadzając dwa z nich. Stracono na ziemi w tym czasie dwa CR.42.
W porównaniu do reszty belgijskich myśliwców CR.42 wypadły bardzo dobrze, pozostając najdłużej na polu walki, a piloci nie byli łatwym łupem dla nowszych myśliwców niemieckich. Wykonano na nich minimum 35 misji i 224 loty bojowe. Uczestniczyły w 26 walkach powietrznych, zestrzeliwując 6 samolotów i 6 uszkadzając. Piloci wrócili do domów po demobilizacji 20 sierpnia w Diest, a kilku przedostało się do Wielkiej Brytanii. Pozostałe samoloty oddano Niemcom.
| 1 Pułk Lotniczy (obserwacyjny – współpracujący z armią) – dowódca: pułkownik Foidart | 1 Pułk Lotniczy (obserwacyjny – współpracujący z armią) – dowódca: pułkownik Foidart | 1 Pułk Lotniczy (obserwacyjny – współpracujący z armią) – dowódca: pułkownik Foidart | 1 Pułk Lotniczy (obserwacyjny – współpracujący z armią) – dowódca: pułkownik Foidart | 1 Pułk Lotniczy (obserwacyjny – współpracujący z armią) – dowódca: pułkownik Foidart | 1 Pułk Lotniczy (obserwacyjny – współpracujący z armią) – dowódca: pułkownik Foidart |
| Grupa (nazwisko dowódcy)                                                             | Eskadra (Dowódca)                                                                    | Lotnisko na czas pokoju / na czas wojny                                              | Samoloty                                                                             | Ilość                                                                                | Przyporządkowanie / Godło                                                            |
| ------------------------------------------------------------------------------------ | ------------------------------------------------------------------------------------ | ------------------------------------------------------------------------------------ | ------------------------------------------------------------------------------------ | ------------------------------------------------------------------------------------ | ------------------------------------------------------------------------------------ |
| I (Burniat)                                                                          | 1. (kapitan Paulet)                                                                  | Deurne / Hingene                                                                     | Fairey Fox (wersja Rolls)                                                            | 10                                                                                   | IV i V Korpus armijny / Mewa                                                         |
| II (Gobert)                                                                          | 3. (kapitan Willemaers)                                                              | Gossoncourt / Glabeek                                                                | Fairey Fox (wersja Rolls)                                                            | 12                                                                                   | II Korpus armijny / Święty liść                                                      |
| II (Thyou)I                                                                          | 5. (kapitan Wibin)                                                                   | Gossoncourt / Jarreffe                                                               | Fairey Fox (wersja Rolls)                                                            | 10                                                                                   | III Korpus armijny, obszar umocniony Liège / Jaskółka                                |
| IV (Lahaye)                                                                          | 7. (kapitan Van Hooreweder)                                                          | Gossoncourt / Lonzee                                                                 | Fairey Fox (wersja Hispano)                                                          | 9                                                                                    | VII Korpus armijny, obszar umocniony de Namur / Diabeł                               |
| V (Breulhez)                                                                         | 9. (kapitan Lekeuche)                                                                | Bierset / Wilderen                                                                   | Renard R-31                                                                          | 11                                                                                   | Korpus Kawalerii / Niebieski Sioux                                                   |
| VI (Dumonceau)                                                                       | 11. (kapitan Nenri de la Lindi)                                                      | Bierset / Hannut                                                                     | Renard R.31                                                                          | 8                                                                                    | Korpus Armijny i VI Korpus armijny / Czerwony Sioux                                  |
| 2. Pułk Lotniczy (myśliwski) – dowódca: pułkownik Baron de Woelmont                  |                                                                                      |                                                                                      |                                                                                      |                                                                                      |                                                                                      |
| Grupa (nazwisko dowódcy)                                                             | Eskadra (Dowódca)                                                                    | Lotnisko na czas pokoju / na czas wojny                                              | Samoloty                                                                             | Ilość                                                                                | Godło                                                                                |
| I (major Diericks)                                                                   | 1. (kapitan Guisgand)                                                                | Schaffen / Beauvechain                                                               | Gloster Gladiator I                                                                  | 15                                                                                   | Kometa                                                                               |
|                                                                                      | 2. (kapitan Charlier)                                                                | Schaffen / Beauvechain                                                               | Hawker Hurricane I                                                                   | 11                                                                                   | Oset                                                                                 |
| II (major Lamarche)                                                                  | 3. (kapitan de Callatay)                                                             | Nivelles / Brustem                                                                   | Fiat CR.42                                                                           | 14                                                                                   | Czerwona kaczka lub konik                                                            |
|                                                                                      | 4. (kapitan d’Huart)                                                                 | Nivelles / Brustem                                                                   | Fiat CR.42                                                                           | 9                                                                                    | Biała kaczka lub konik                                                               |
| III (major De Bock)                                                                  | 5. (kapitan Boussa)                                                                  | Nivelles / Vissenaken                                                                | Fairey Fox VI                                                                        | 15                                                                                   | Niebieski sokół                                                                      |
|                                                                                      | 6. (kapitan d’Hoore)                                                                 | Nivelles / Vissenaken                                                                | Fairey Fox VI                                                                        | 15                                                                                   | Czerwony sokół                                                                       |
| 3. Pułk Lotniczy (rozpoznawczy) – dowódca: pułkownik Hugon                           |                                                                                      |                                                                                      |                                                                                      |                                                                                      |                                                                                      |
| Grupa (nazwisko dowódcy)                                                             | Eskadra (Dowódca)                                                                    | Lotnisko na czas pokoju / na czas wojny                                              | Samoloty                                                                             | Ilość                                                                                | Godło                                                                                |
| I (major Duchateau)                                                                  | 1. (kapitan Pottier)                                                                 | Evere / Neerhespen                                                                   | Fairey Fox (wersja Rolls)                                                            | 9                                                                                    | Złoty smok                                                                           |
|                                                                                      | 3. (kapitan Duchatelet)                                                              | Evere / Neerhespen                                                                   | Fairey Fox (wersja Rolls)                                                            | 9                                                                                    | Srebrny smok                                                                         |
| II (major Weckers)                                                                   | 9. (kapitan Pierre)                                                                  | Evere                                                                                | brak                                                                                 | 0                                                                                    | Samoloty przekazano do 5 eskadry III grupy                                           |
|                                                                                      | 11.                                                                                  | Evere                                                                                | brak                                                                                 | 0                                                                                    | Eskadra dopiero formowana                                                            |
| III (major Piot)                                                                     | 5. (kapitan de Hepcee)                                                               | Evere / Belcele                                                                      | Fairey Battle                                                                        | 14                                                                                   | Sokół egipski                                                                        |
|                                                                                      | 7. (kapitan Dorner)                                                                  | Evere / Belcele                                                                      | Fairey Fox VIII                                                                      | 9                                                                                    | Uskrzydlona strzała                                                                  |